# جيم كارتر (لاعب غولف)
جيم كارتر (بالإنجليزية: Jim Carter)‏ هو لاعب غولف أمريكي، ولد في 24 يونيو 1961 في سبرينغ لاك في الولايات المتحدة.

## وصلات خارجية
- جيم كارتر على موقع رابطة لاعبي الغولف المحترفين (الإنجليزية)
- جيم كارتر على موقع رابطة اليابان للاعبي الغولف المحترفين (الإنجليزية)
- جيم كارتر على موقع التصنيف العالمي الرسمي للغولف (الإنجليزية)